# Grammoptera molybdica
Grammoptera molybdica är en skalbaggsart som först beskrevs av Leconte 1851.  Grammoptera molybdica ingår i släktet Grammoptera och familjen långhorningar. Inga underarter finns listade i Catalogue of Life.